# 嘉手納住宅地区

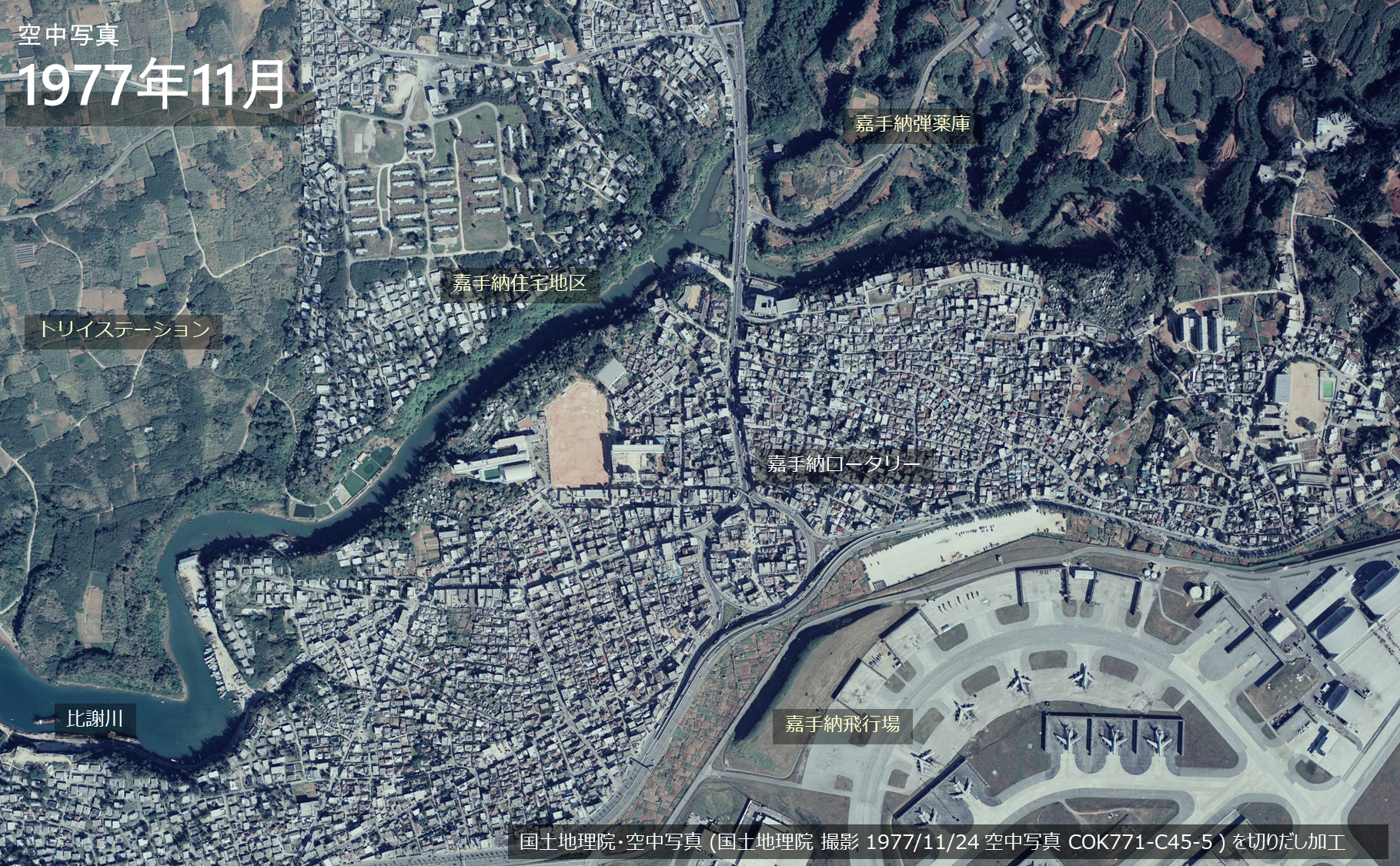

嘉手納住宅地区（かでなじゅうたくちく、英語: Kadena Housing Area）は、沖縄県読谷村にあったアメリカ軍施設（施設番号:FAC6038）。アメリカ空軍嘉手納基地航空部隊の家族住宅で、モーガンマナー（英語: Morgan Manor）住宅地区という名でも知られる。1977年に日本へ返還された。

## 概要
嘉手納住宅地区という名称ではあるが、実際には読谷村に位置し、アメリカ空軍嘉手納基地所属航空部隊の家族住宅地域となっていた。
- 場所:読谷村字大湾、字古堅、字比謝橋

- 面積:約101,200平方メートル

- 施設:コンセット29棟[1]

- 使用:1945年 - 1977年

## 歴史
比謝川の北側に位置する古堅地区は市場があり、交通の要所でもあった。日本陸軍の北飛行場の建設計画が開始され、古堅地区には大勢の日本兵が駐留した。1944年からはアメリカ軍の集中的な空襲で破壊された。
1945年のアメリカ軍上陸後は、物資集積所と野戦病院が設置され、たくさんのコンセットが建ち並んだ。戦後はアメリカ軍人・軍属家族用居住地「モーガンマナー住宅地区」となる。
アメリカ軍によって民間人収容所に収容されていた住民は、収容所から解放されても帰村する場所もなく、波平、大木、古堅差門原や大湾西原など転々と移転を強いられた。
1977年11月30日にようやく土地が返還されたが、長期に渡って占領されたため土地区画が不明瞭となり、跡地の復興には大変な苦労がともなった。読谷村で初めての都市計画事業としての区画整理事業に取り組み、モデル的な住宅地として整備され、1990年に古堅地区土地区画整理事業が完了した。

## 参考項目
沖縄の米軍基地 > 周辺の米軍基地
- 北側: 読谷補助飛行場
- 東側: トリイステーション
- 西側: 嘉手納弾薬庫地区
- 南側: 嘉手納飛行場